# Râul Valea Rece, Turcu
Râul Valea Rece este un afluent al râului Turcu. Râul aparține bazinului hidrografic al Oltului.

## Hărți
- Harta județului Brașov